# Damenstiftstraße 11

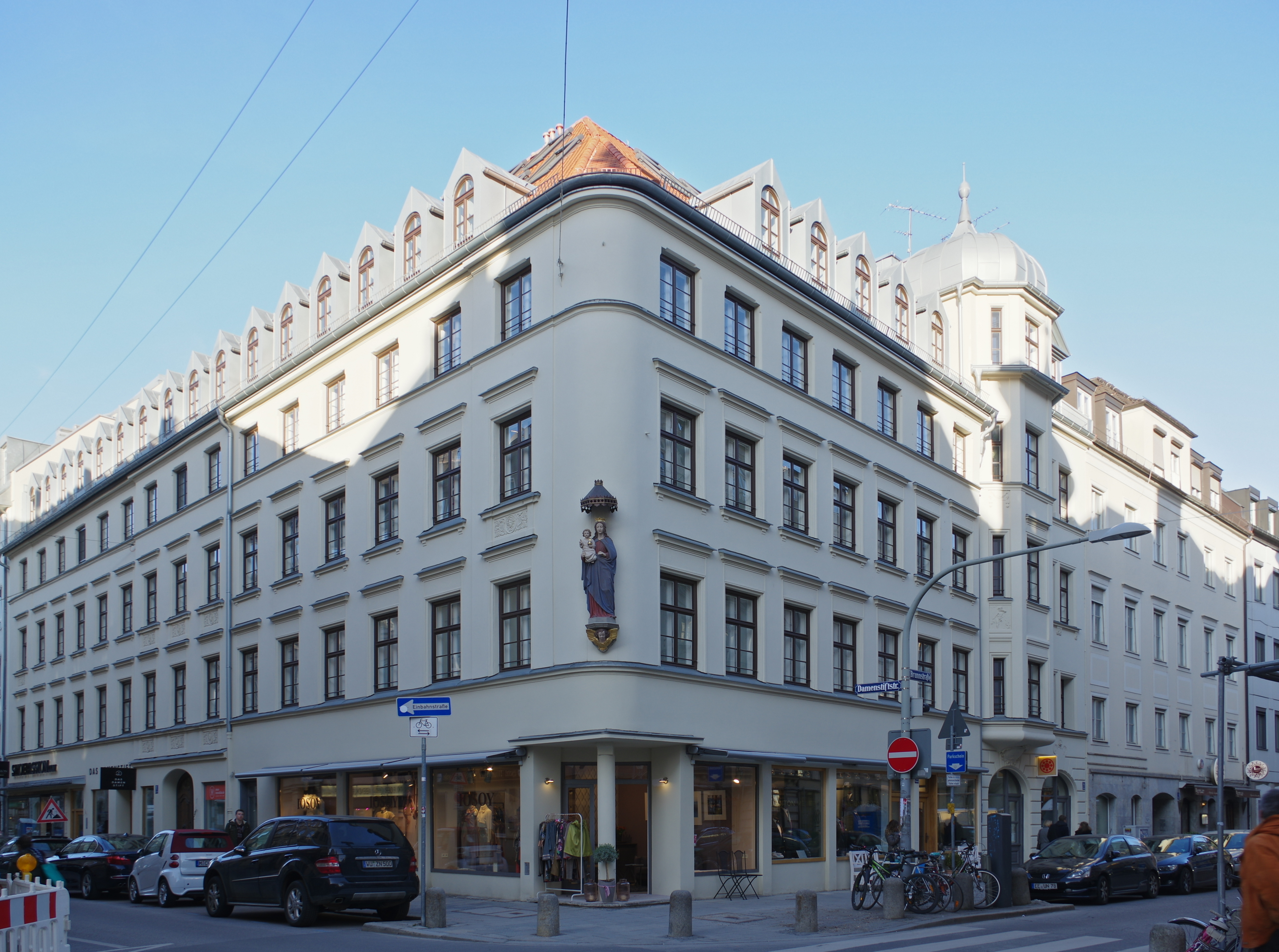
Damenstiftstraße 11

Das heute denkmalgeschützte Wohn- und Geschäftsgebäude in der Münchner Damenstiftstraße 11 entstand in den frühen 1890er Jahren durch die Vereinigung zweier im Besitz des Kaufmanns Pankraz Schmittinger befindlichen Gebäude, die gleichzeitig durch den Neubau (heute Brunnstraße 6) erweitert wurden.

## Baugeschichte
Die Adresse des Grundstücks des heutigen Denkmals Damenstiftstraße 11 lautete früher Damenstiftstraße 6. Zunächst befanden sich dort vier Häuser, von denen drei Wolfgang Nueber um das Jahr 1530 besaß. Am 25. April 1620 kaufte sich der herzogliche Rat Georg Schön das übrige der zunächst vier erwähnten Häuser (das Eckhaus zur Brunnstraße) und am 25. September 1621 die seit dem Jahr 1530 im Besitz verbundenen drei Häuser. Im Jahr 1630 wurden diese Häuser, über deren Eigenständigkeit keine nähere Auskunft gegeben werden kann, scheinbar veranlasst durch den damaligen Besitzer Georg Schön, zu einem vereinigt. Am 27. April 1861 erwarben die Kaufmannseheleute Pankraz und Ursula Schmittinger das Haus. In diesem Jahr begann laut den Angaben des Bayerischen Landesamts für Denkmalpflege ein drei Jahre dauernder Umbau durch Josef Weyrather mit „abgerundeter Ecke in Formen des späten Klassizismus“, wie das Gebäude noch heute zu sehen ist. Übereinstimmend dazu ist die Angabe einer weiteren vom Bayerischen Landesamt für Denkmalpflege herausgegebenen Publikation (1985) „um 1860“ im Abschnitt Damenstiftstraße 11.
Wenig später wurde das renovierte Gebäude mit dem Neubau Brunnstraße 1 (heute Brunnstraße 6) vereinigt. Eine Inschrift über der Türe des Hauses Brunnstraße 6 zeigt das Jahr 1894. Laut dem Häuserbuch der Stadt München erfolgte der Neubau Brunnstraße 6 im Jahr 1895, dem Bayerischen Landesamt für Denkmalpflege zufolge wurde Damenstiftstraße 11 „1893 zusammen mit dem Neubau an der Brunnstraße [...] erweitert“. Der Baumeister hieß Feodor Elste.
Das Landesamt für Denkmalpflege schreibt zur Marienfigur „um 1890“, wonach diese kurz vor der Vereinigung mit dem Neubau auf- oder hergestellt wurde.
Im Innenhof des Gebäudekomplexes befindet sich ein Bildnis Mariae Königin mit Jesuskind.
Bis über den 13. November 1944 hinaus (Ende der Überlieferung) blieb das Gebäude mindestens anteilig in Besitz der Kaufmannsfamilie Schmittinger.
Heute dient das Gebäude als Geschäftshaus und hat etwa 25 Wohnungen.

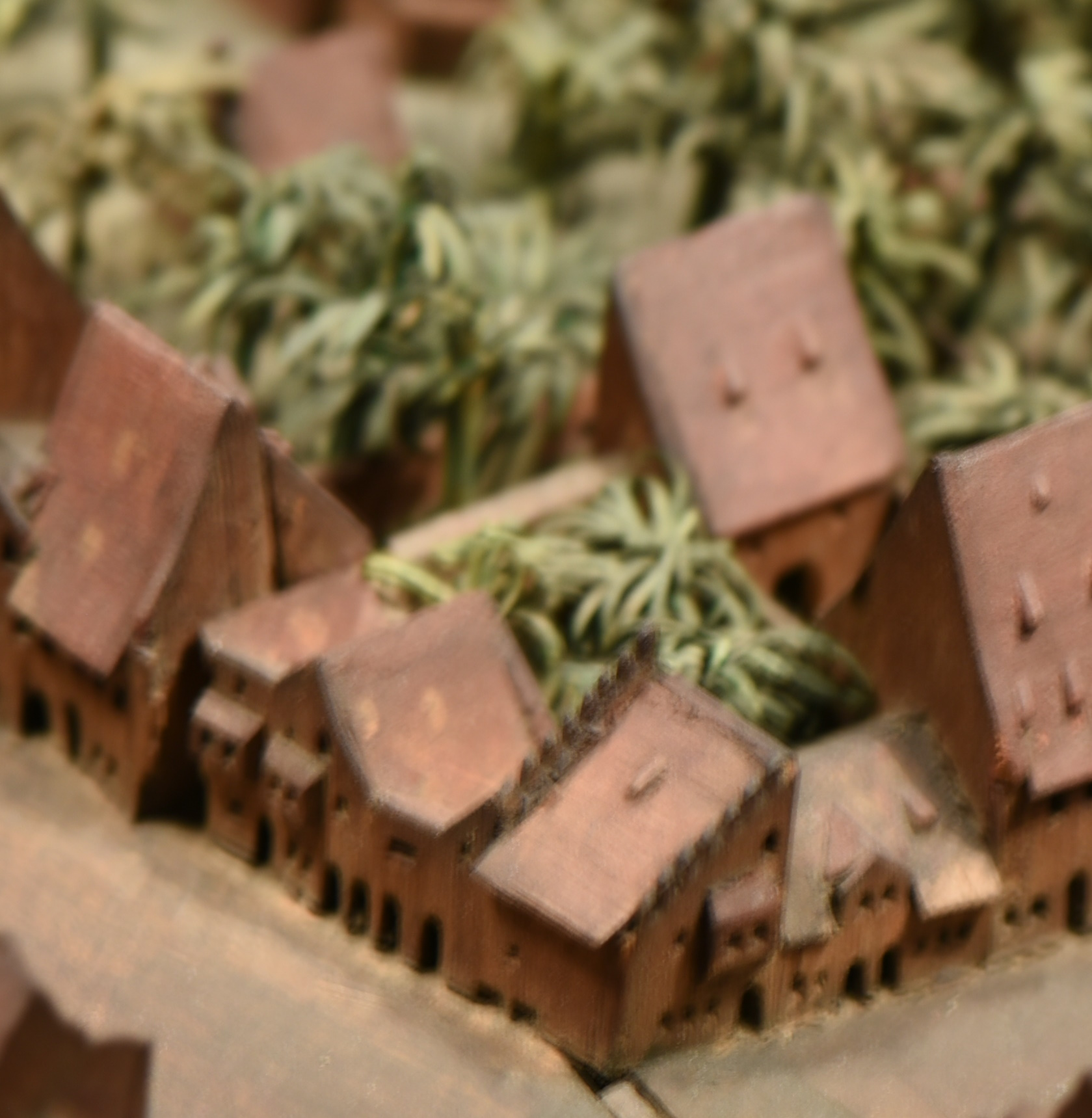
v. l. n. r.: Damenstiftstraße 5; Damenstiftstraße 6 (laut Quellen vier Häuser bis zum Eckhaus) und Brunnstraße 1 (vergleichsweise kleines Haus). Sandtnerisches Stadtmodell, 1572
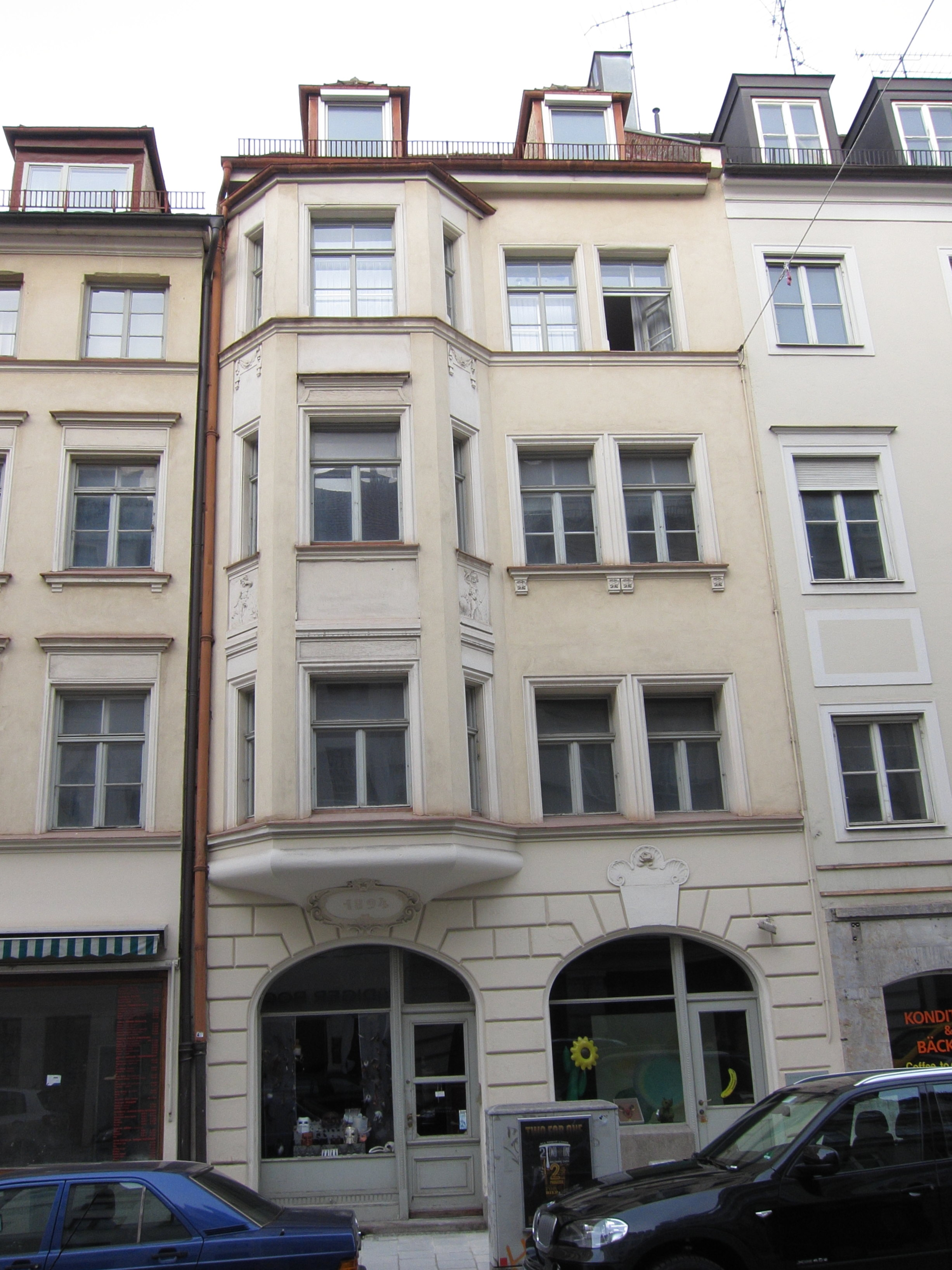
Brunnstraße 6 (früher Brunnstraße 1) mit Jahreszahl 1894 unter dem Erker
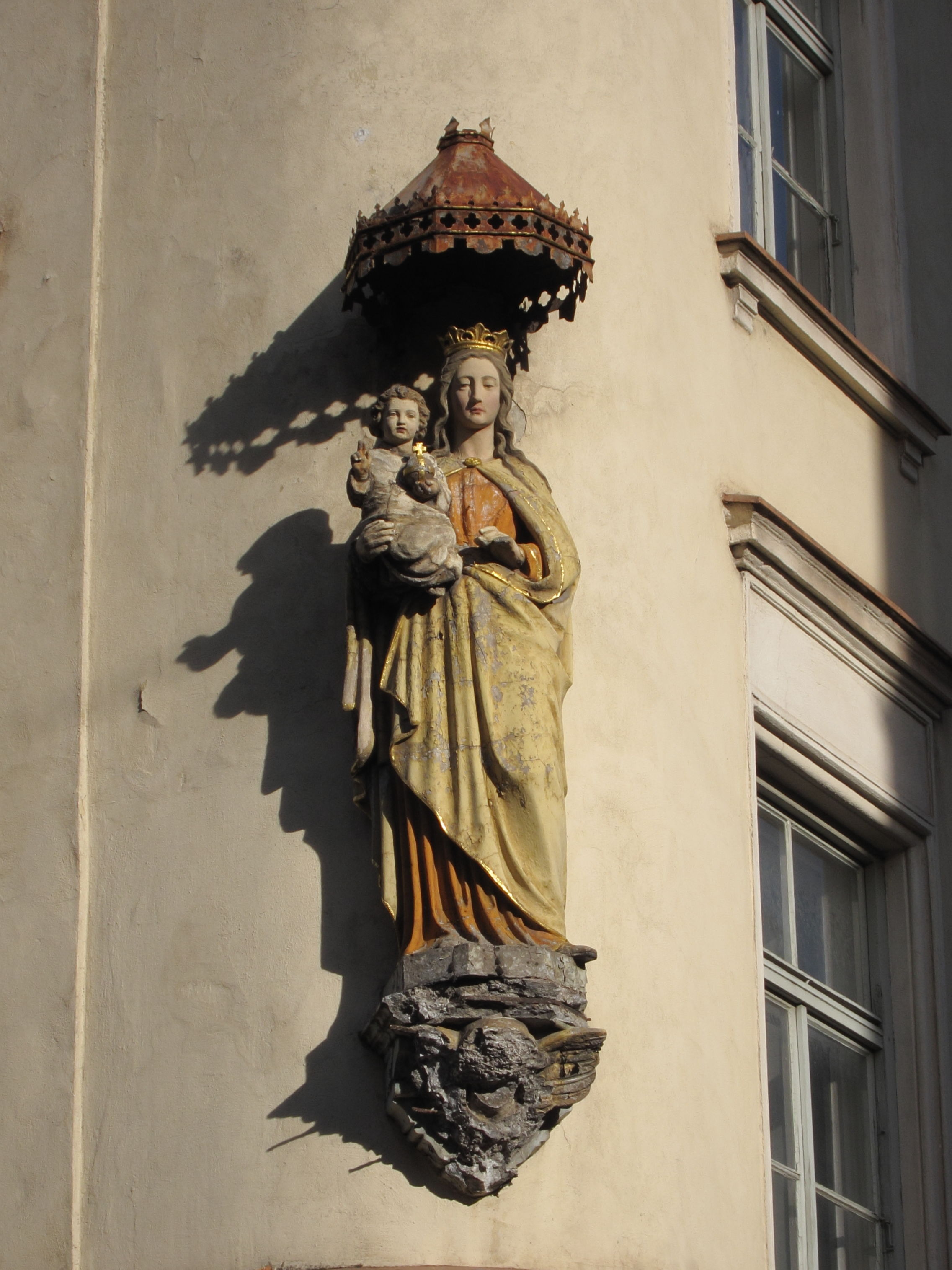
Marienfigur an der Fassade des Gebäudes
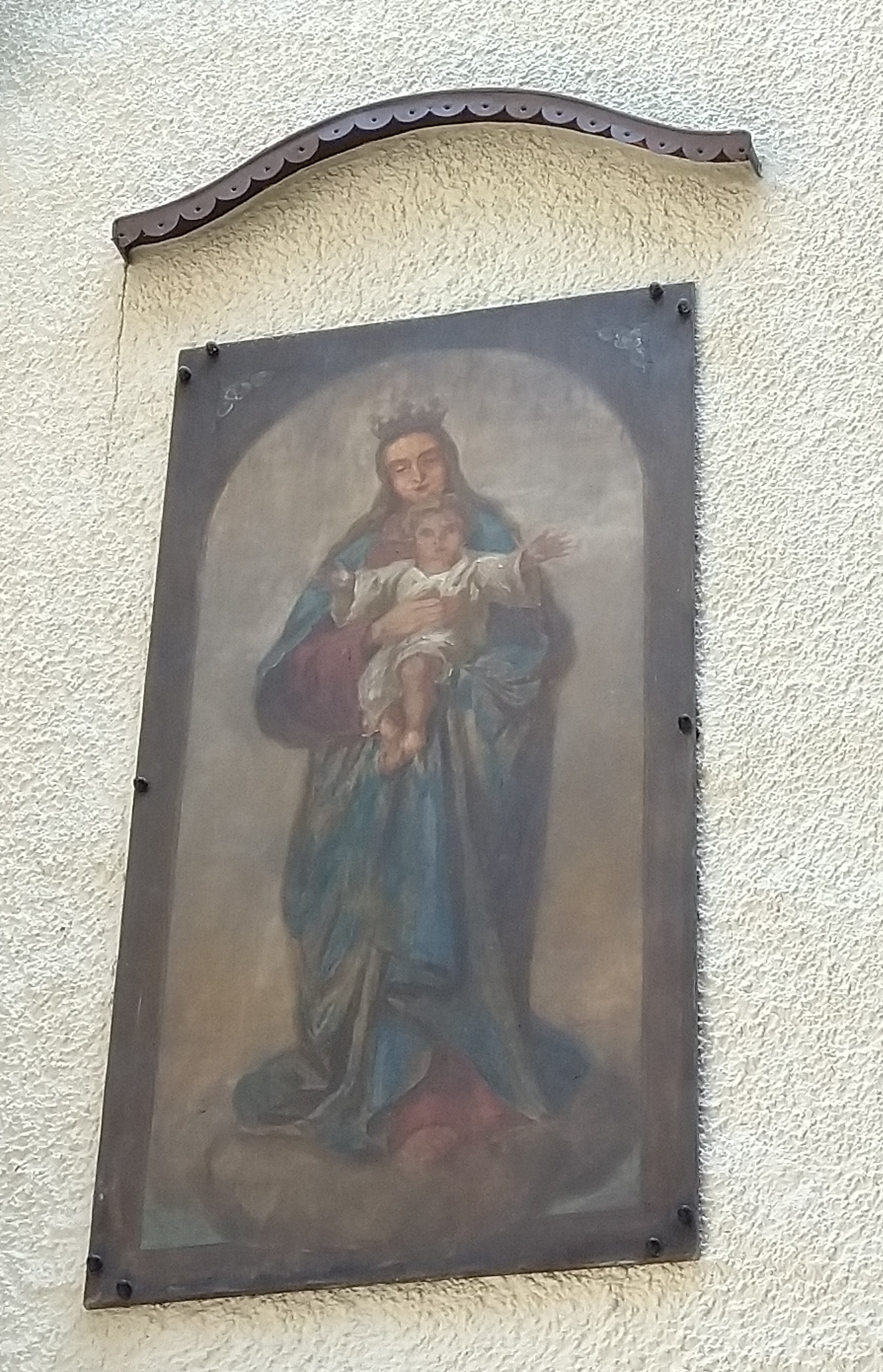
Gemälde im Innenhof